# Arkitrav
Arkitrav (fra græsk: archi + latin trabs = hoved+bjælke), der også betegnes epistyl, er den vandrette hovedbjælke, som hviler direkte på søjlernes kapitæler i den klassiske arkitektur. I den klassiske græske arkitektur udgør bjælken den nederste, bærende del af entablementet (som i klassisk græske arkitektur består af arkitrav, frise og gesims).
I de græske templer, som fortrinsvis er opført af kalksten eller marmor, varierer arkitravblokkenes længde mellem 2,50 og 4,50 meter. Den længste græske arkitrav findes i Akropolis i Athen, hvor den strækker sig over den brede, midterste indgang. Den består af to blokke som ligger ind mod hinanden og som er 5,43 m lang, 1,15 m høj og 1,44 m bred. I de egyptiske templer findes arkitraver af betydelig større længde.
Arkitraven er forskellig i de forskellige klassiske kategorier af søjler, herunder de forskellige kategorier af søjleordener.
- Dorisk arkitrav fra Parthenon.
- Jonisk arkitrav fra Priene.
- Korintisk arkitrav fra Forum Romanum i Rom.